# Justizvollzugsanstalt Chemnitz
Die Justizvollzugsanstalt Chemnitz ist ein Gefängnis für Frauen an der Thalheimer Straße 29 in Chemnitz.

## Geschichte
Das Kaßberg-Gefängnis wurde 1886 als königlich-sächsische Gefangenenanstalt errichtet. Der Bereich Reichenhainer Straße wurde ab 1969 in Plattenbauweise errichtet. Seit 1999 erscheint die Gefangenenzeitung HaftLeben.
In der Justizvollzugsanstalt Chemnitz sitzt u. a. Beate Zschäpe ein. Sie wurde im Jahr 2019 von der Justizvollzugsanstalt München in die Justizvollzugsanstalt Chemnitz verlegt.